# Andrei Stratan
Andrei Stratan (n. 3 septembrie 1966, Chișinău) este un diplomat și general din Republica Moldova, fost ministru al afacerilor externe și viceprim-ministru al Guvernului Republicii Moldova.

## Biografie
Andrei Stratan s-a născut la data de 3 septembrie 1966 în municipiul Chișinău. A studiat la Facultatea de Economie din cadrul Universității Tehnice din Moldova (1983-1987) și la Facultatea de Drept din cadrul Universității de Stat din Moldova (1996-2000). El a obținut în anul 1991 titlul academic de doctor în economie.
După absolvirea studiilor, a lucrat la Departamentul General de Control Vamal al Consiliului de Miniștri ai URSS (1991-1992), apoi a fost transferat la Departamentul Vamal al Republicii Moldova. În cadrul acestui departament, a promovat la funcțiile de vicedirector (1995-1997), Prim-vicedirector General (1997-1999) și Director General (1999-2002).
Pentru muncă îndelungată și conștiincioasă în organele serviciului vamal, aport substanțial la organizarea și îmbunătățirea activității Departamentului Controlului Vamal, președintele Mircea Snegur i-a acordat la 3 septembrie 1996 gradul personal de consilier de stat al serviciului vamal de rangul trei. De asemenea, i-a fost acordat gradul de general-maior.
Începând din anul 2002 lucrează în Ministerul Afacerilor Externe al Republicii Moldova, mai întâi ca Ambasador cu misiuni speciale; Coordonator Național al Pactului de Stabilitate pentru Europa de Sud-est și Șef al Biroului Național al Pactului de Stabilitate. La 11 iunie 2003 a fost numit în funcția de prim-viceministru al Afacerilor Externe.

## Ministru al afacerilor externe
La data de 4 februarie 2004, Andrei Stratan a fost numit în funcția de Ministru al Afacerilor Externe și integrării europene al Republicii Moldova, cumulând (din 21 decembrie 2004) și sarcina de Viceprim-ministru. La data de 19 aprilie 2005, funcția sa a primit denumirea de Viceprim-ministru, ministru al afacerilor externe și integrării europene.
În aprilie 2007, cu prilejul unei vizite efectuate la Moscova, Andrei Stratan a exprimat prioritățile politicii externe ale Republicii Moldova:
- Moldova nu intenționează să adere la NATO, drept garanție a menținerii status-quo-ului actual servește principiul neutralității, consfințit în Constituția Moldovei.
- În problema transnistreană, Rusia este unul dintre factorii principali în soluționarea conflictului. „Dacă ea va reuși să soluționeze în scurt timp acest conflict, și noi suntem convinși de acest fapt, atunci Rusia va obține un mare câștig politic. Astfel, Moscova își va demonstra capacitatea de a juca un rol-cheie în rezolvarea coflictelor înghețate în spațiul post-sovietic și va servi drept un exemplu pozitiv și în alte cazuri” [2].
- Republica Moldova dorește să-și dezvolte relațiile de parteneriat cu Rusia.

Andrei Stratan și-a păstrat funcția de ministru și în noul guvern format de Zinaida Greceanîi la data de 31 martie 2008.
Andrei Stratan vorbește fluent limbile rusă și engleză. Este căsătorit și are doi copii.
În prezent este Consul Onorific al Muntenegrului în Republica Moldova.